# パスメイクホールディングス
パスメイクホールディングスは、国際資格スクールの株式会社アビタス、総合日本語教育機関の株式会社TCJグローバルを傘下に持つホールディングス企業。

## 概要
アビタスは、USCPA（米国公認会計士）プログラムの提供から始まり、現在は監査系のCIA、CISA、IFRS、CFEの各プログラムと、米国オンラインMBAのUMass MBAプログラムを提供している。USCPAは日本の合格者の60%以上をアビタスが輩出。プログラム受講者に向けた財務会計領域の人材紹介サービスも手掛けている。TCJグローバルは、国内有数の規模を誇る総合日本語教育機関として、留学生への教育のみならず、就労者や生活者向けにも日本語教育プログラムを提供し、日本語教師の養成も行っている。

## 沿革
出典：
- 2019年4月 - 株式会社AP62設立
- 2019年5月 - 株式会社アビタス及び東京中央日本語学院（現：TCJグローバル）　株式譲受
- 2020年1月 - パスメイクホールディングス株式会社に社名変更

## グループ企業
株式会社アビタス 
株式会社 TCJグローバル 